# Тамур (річка)
Тамур (Tamur) або Тамар (Tamar) — річка в Непалі. Свій початок річка бере в снігах масиву Канченджанґа, у гирді зливається з річкою Сун-Косі за 10 км вище за місто Шатра, утворюючи річку Сапт-Коші. Річка популярна серед любителів рафтінгу.